# Richard Farnsworth
Richard Farnsworth (Los Angeles, 1º settembre 1920 – Lincoln, 6 ottobre 2000) è stato un attore e stuntman statunitense.
Nel corso della sua carriera ottenne 2 candidature ai Premi Oscar. Il suo ruolo più noto è quello in Una storia vera di David Lynch.

## Biografia
Prima di cominciare la carriera di attore fu stuntman, soprattutto negli anni sessanta. Pur essendo sempre stato un attore di secondo piano, fu candidato all'Oscar al miglior attore non protagonista nel 1979 per Arriva un cavaliere libero e selvaggio. Comparve nel film Misery non deve morire (1990) di Rob Reiner e nella miniserie canadese Anna dai capelli rossi (1985), dove interpretò il ruolo di Matthew Cuthbert. Nel 1999 la sua interpretazione nel film Una storia vera di David Lynch gli valse una candidatura all'Oscar al miglior attore. Farnsworth ha una stella sulla Hollywood Walk of Fame al 1560 Vine Street.
Agli inizi degli anni novanta gli venne diagnosticato un cancro alla prostata, mentre prima del film Una storia vera gli venne diagnosticato un cancro alle ossa in fase terminale. Nel 2000, un anno dopo l'uscita del film, si suicidò all'età di 80 anni, sparandosi all'interno del suo ranch a Lincoln (Nuovo Messico). Fu sepolto insieme alla moglie Margaret Hill, morta nel 1985, a Los Angeles. Lasciò due figli, Diamond e Missy.

## Filmografia parziale

### Cinema
- Un giorno alle corse (A Day at the Races), regia di Sam Wood (1937)
- Uno scozzese alla corte del Gran Kan, riedito come Le avventure di Marco Polo (The Adventures of Marco Polo), regia di Archie Mayo (1938)
- Gunga Din, regia di George Stevens (1939)
- Via col vento (Gone with the Wind), regia di Victor Fleming (1939)
- This Is the Army, regia di Michael Curtiz (1943)
- Il fiume rosso (Red River), regia di Howard Hawks (1948)
- Il re dell'Africa (Mighty Joe Young), regia di Ernest B. Schoedsack (1949)
- Arena, regia di Richard Fleischer (1953)
- I dieci comandamenti (The Ten Commandments), regia di Cecil B. De Mille (1956)
- I cowboys (The Cowboys), regia di Mark Rydell (1972)
- L'uomo dai 7 capestri (The Life and Times of Judge Roy Bean), regia di John Huston (1972)
- Arriva un cavaliere libero e selvaggio (Comes a Horseman), regia di Alan J. Pakula (1978)
- Tom Horn, regia di William Wiard (1980)
- Resurrection, regia di Daniel Petrie (1980)
- Il migliore (The Natural), regia di Barry Levinson (1984)
- Nick lo scatenato (Rhinestone), regia di Bob Clark (1984)
- Tutto in una notte (Into the Night), regia di John Landis (1985)
- Il grande inganno (The Two Jakes), regia di Jack Nicholson (1990)
- Misery non deve morire (Misery), regia di Rob Reiner (1990)
- Havana (Havana), regia di Sydney Pollack (1990)
- Autostrada per l'inferno (Highway to Hell), regia di Ate de Jong (1991)
- Getaway (The Getaway), regia di Roger Donaldson (1994)
- Lassie, regia di Daniel Petrie (1994)
- Una storia vera (The Straight Story), regia di David Lynch (1999)

### Televisione
- Ricercato vivo o morto (Wanted: Dead or Alive) – serie TV, episodi 2x22-3x08 (1960)
- Cimarron Strip – serie TV, episodi 1x01-1x04 (1967)
- Ai confini dell'Arizona (The High Chaparral) – serie TV, episodio 3x14 (1970)
- Bonanza – serie TV, episodi 12x17-13x17-13x22 (1971-1972)
- La casa nella prateria (Little House on the Prairie) - serie TV, episodio 3x13 (1977)
- Anna dai capelli rossi (Anne of Green Gables) – miniserie TV (1985)
- Autostop per il cielo (Highway to Heaven) – serie TV, episodio 4x10 (1987)

## Doppiatori italiani
Nelle versioni in italiano delle opere in cui ha recitato, Richard Farnsworth è stato doppiato da:
- Nino Scardina in La casa nella prateria
- Bruno Persa in Arriva un cavaliere libero e selvaggio
- Emilio Cigoli in Tom Horn
- Luciano De Ambrosis in Il migliore
- Sergio Fiorentini in Tutto in una notte
- Giorgio Bandiera in Anna dai capelli rossi
- Sergio Graziani in Desperado: The Outlaw Wars
- Sergio Rossi in Il grande inganno
- Sandro Sardone in Misery non deve morire
- Mario Mastria in Havana
- Omero Antonutti in Una storia vera

## Riconoscimenti
- Premio Oscar
  - 1979 – Candidatura al miglior attore non protagonista per Arriva un cavaliere libero e selvaggio
  - 2000 – Candidatura al miglior attore per Una storia vera